# هجوم (آسیای میانه)

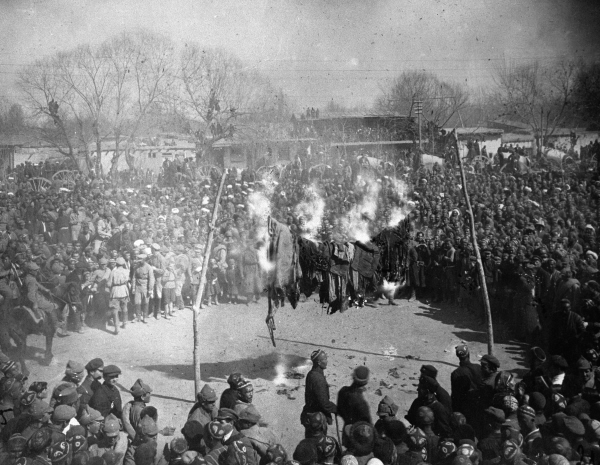
مراسم حجاب‌سوزان در اندیجان در روز جهانی زن در سال ۱۹۲۷ م.

هجوم (روسی: Худжум، زبان‌های ترکی: Hujum (طوفان یا حمله) از عربی: هجوم) مجموعه‌ای از سیاست‌ها و اقدامات انجام‌شده توسط حزب کمونیست اتحاد جماهیر شوروی به رهبری جوزف استالین، برای حذف همه مظاهر نابرابری جنسیتی مخصوصاً در سیستم‌های حجاب و انزوای زنان در آسیای میانه بود. نماد این دوران اغلب سوزاندن حجاب که زنان مسلمان اکثر مناطق اتحاد جماهیر شوروی به تن می‌کردند، بود، اما حذف حجاب تنها هدف از مبارزات نبود. حزب با این کار بر پیام‌های خود مبنی بر آزادی زنان در درون آگاهی طبقاتی تأکید دوباره می‌کرد. شوروی معتقد بود که با این کار می‌تواند راه را برای ساخت‌وساز سوسیالیسم روشن کند. هدف این کازار تغییر سریع زندگی زنان در جوامع مسلمان بود تا بتوانند در زندگی عمومی، کار مزدی و آموزش شرکت کنند و در نهایت به عضویت حزب کمونیست در آیند. در اصل تصور می‌شد این کار برای اجرای قوانینی که به زنان در جامعه مردسالار برابری می‌داد ایجاد شده بود اما در اصل برای وارد کردن زنان به نیروی کار بود.
این برنامه در روز زن ۸ مارس ۱۹۲۷ آغاز شد و تغییری در سیاست بلشویک‌ها دربارهٔ آزادی مذهبی برای مسلمانان در آسیای میانه بود. هجوم بر خلاف هدف خود، توسط بسیاری از مسلمانان به عنوان تلاش خارجی‌ها، برای مثال روس‌ها، برای غالب کردن فرهنگ خود را بر فرهنگ بومی تاجیک‌ها، تاتارها و ازبک‌ها دیده می‌شد. بدین ترتیب حجاب سهواً به یک نشانگر هویت فرهنگی تبدیل شد. پوشیدن آن به یک فریضه مذهبی و نشانه مخالفت سیاسی و حمایت از ملی‌گرایی قومی بدل شد. با این حال، در طول زمان این کارزار یک موفقیت بود - سواد زنان افزایش یافت در حالی که چندهمسری، قتل ناموسی، کودک‌همسری و استفاده از حجاب کاهش یافت.

## سنت‌های پیش از شوروی
حجاب در آسیای مرکزی ارتباط پیچیده‌ای با طبقات، قومیت و آیین مذهبی داشت. قبل از حکومت شوروی، زنان عشایری قزاق، قرقیز و ترکمن از یاشماک استفاده می‌کردند، حجابی که فقط دهان را می‌پوشاند. یاشماک در حضور بزرگان به کار می‌رفت و ریشه در عرف اسلامی داشت.
تاتارهای مهاجر از روسیه بی‌حجاب بودند. اگرچه آنان نیز مسلمان بودند، اما از قرن هفدهم تحت حاکمیت روسیه بودند و از بسیاری جهات اروپایی شده بودند. تنها ازبک‌ها و تاجیک‌های مستقر در منطقه پوشش حجاب داشتند که ظاهراً تیمور لنگ آغازگر آن بود. حتی در میان این جمعیت، حجاب به طبقه اجتماعی و مکان بستگی داشت. زنان شهری با چاچوون (حجاب صورت) و پرنجی (حجاب بدن) به رعایت حجاب می‌پرداختند، اگرچه هزینه‌ها گاه مانع از پوشش آن‌ها توسط زنان فقیرتر می‌شد. در همین حال، ازبک‌های روستایی چوپان می‌پوشیدند، جامه‌ای بلند که می‌توان آن را بالا کشید تا دهان را در حضور مردان بپوشاند.

## فرهنگ سنتی

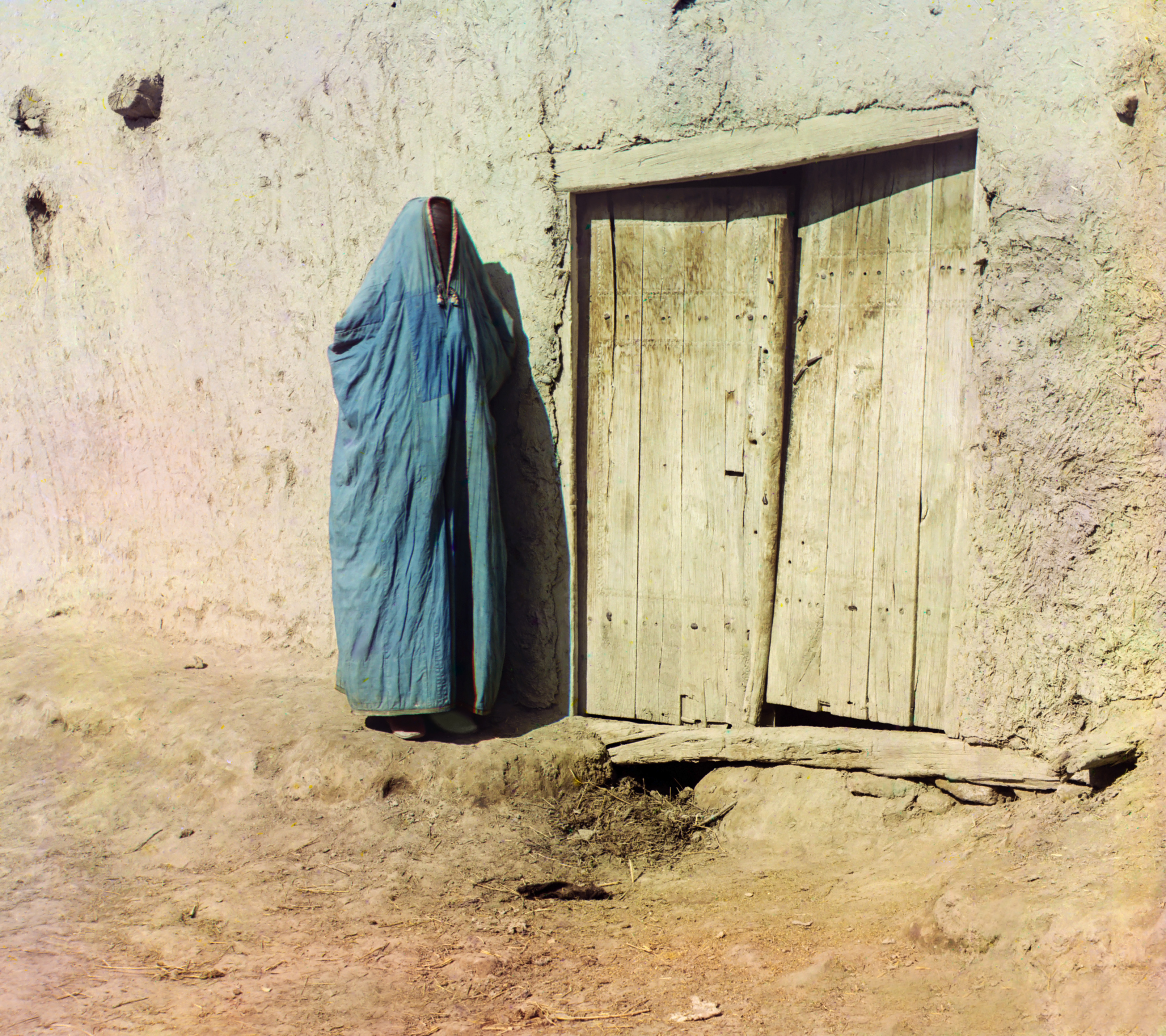
زن سارت با پرنجی/فرنجیه (سمرقند، بین ۱۹۰۵ و ۱۹۱۵)

فرهنگ و مذهب آسیای مرکزی پیش از شوروی، گوشه‌نشینی زنان را ترویج می‌کرد. آداب و رسوم فرهنگی به شدت بی‌حجابی را محکوم می‌کردند، زیرا تصور می‌شد این بی‌حجابی منجر به زنا می‌شود، که تهدیدی عمیق برای تصورات آسیای مرکزی از شرافت خانواده بود. بسیاری از روحانیون نیز حجاب کامل را اسلامی می‌دانستند و به شدت به هرگونه تلاش برای تغییر آن اعتراض می‌کردند. به همین دلایل گوشه‌نشینی زنان در خانه‌ها تشویق می‌شد، اگرچه انزوا در خانه بسیار ظالمانه‌تر بود. محله‌های زنانه و محله‌های مردانه به‌طور جداگانه وجود داشتند و حضور زنان در حضور مردان غیرخویشاوند ممنوع بود. زنان خانواده‌های ثروتمند منزوی‌ترین افراد بودند، زیرا خانواده می‌توانستند اتاق‌های متعدد بسازند و خدمتکاران را استخدام کنند و نیاز به ترک خانه را از بین ببرند. جامعه سنتی، گوشه‌نشینی را به عنوان راهی برای حفاظت از شرافت خانواده، از نظر دینی ضروری، و به عنوان راهی برای ابراز برتری مرد بر زنان تبلیغ می‌کرد.

## راه‌اندازی کارزار
در سال ۱۹۲۷ تاشکند ازبکستان مرکز مبارزات آزادی زنان شد. این کارزارها با هدف از بین بردن کامل و سریع حجاب (پرنجی) که زنان مسلمان در حضور مردان غیرخویشاوند به سر می‌کردند، بود.
بار عمده کارزار بر دوش زنان اسلاوی ژنوتدل افتاد که می‌خواستند کارزار را در شش ماه به پایان برسانند (تا بتوانند موفقیت خود را در کنار دهمین سالگرد انقلاب بلشویکی در اکتبر ۱۹۲۷ جشن بگیرند). کارزار هجوم به‌طور رسمی در روز جهانی زن (۸ مارس ۱۹۲۷) در ازبکستان راه اندازی شد.
برای از بین بردن هدف مورد نظر (یعنی پرنجی)، کارگران ژنوتدل زمان خود را به سازماندهی تظاهرات عمومی در مقیاس بزرگ اختصاص دادند، جایی که سخنرانی‌های آتشین و داستان‌های الهام بخش برای آزادی زنان در کار بود. اگر همه چیز طبق برنامه پیش می‌رفت، زنان ازبک به‌طور دسته جمعی پرنجی‌های خود را کنار می‌گذاشتند.
معمولاً، تلاش‌ها برای دگرگونی زنان به دنبال یا حتی همراه با جمع‌گرایی در بیشتر مناطق برنامه‌ریزی می‌شد. با همسو کردن جمعی‌گرایی با هجوم، ایده این بود که شوروی می‌تواند راحت‌تر بر زندگی روزمره ازبک‌ها کنترل و مداخله کند. در مراحل اولیه، هجوم به‌طور کلی اعمال نمی‌شد. در عوض، فقط اعضای حزب کمونیست و خانواده‌های نزدیک آن‌ها باید در این کارزار شرکت می‌کردند. ایده این بود که تنها پس از اینکه این بخش از مبارزات تغییر را در این خانواده‌ها نشان داد، به غیرکمونیست‌ها، مانند اعضای اتحادیه کارگری، کارگران کارخانه و معلمان مدارس سرایت می‌کرد.

## واکنش‌ها
عموماً هجوم با مقاومت مردم مواجه شد. مردم خارج از حزب قوانین جدید را نادیده می‌گرفتند یا به طرق مختلف آن را زیر پا گذاشتند. آن‌ها از سلاح ضعیفان استفاده می‌کردند: اعتراض، سخنرانی، جلسات عمومی، طومار علیه دولت، یا امتناع ساده از اجرای قوانین.
برخی از این کمپین استقبال کردند، اما این حامیان اغلب با توهین‌های بی‌امان، تهدید به خشونت، و دیگر اشکال آزار و اذیت مواجه می‌شدند که زندگی را دشوار می‌کرد؛ بنابراین بسیاری از مردان و زنان که ممکن است با هجوم همدردی کرده باشند، صدای خود را پایین نگه داشته و به‌طور کلی از این کارزار انصراف دادند. آنهایی که به اندازه کافی شجاع بودند تا در مبارزات رونمایی شرکت کنند، اغلب به دلیل شکست در دفاع از سنت و قوانین اسلامی (شریعت) طرد می‌شدند، مورد حمله قرار می‌گرفتند یا حتی کشته می‌شدند.

## در قفقاز
یک کازار کنار گذاشتن حجاب نیز در جمهوری سوسیالیستی آذربایجان شوروی که عمدتاً شیعه بودند، انجام شد. این کازار در آذربایجان با تلاش‌های سازمان زنان باشگاه علی بایراموف حمایت شد. این کار در جمهوری آذربایجان با مجسمه زن آزاد که یک زن را در حال بی‌حجابی نشان می‌دهد و در سال ۱۹۶۰ در باکو نصب شد، گرامی داشته می‌شود.

## پیامدها
بحث‌های شدیدی پیرامون ایده غیرقانونی کردن حجاب وجود داشت، اما در نهایت کنار گذاشته شد. اعتقاد بر این بود که قانون شوروی بدون حمایت مردم محلی نمی‌تواند پیشرفت کند. با این حال، با گسترش قتل‌های مرتبط با بی‌حجابی، قوانین جدیدی در سال‌های ۱۹۲۸ و ۱۹۲۹ ارائه شد که به امنیت شخصی زنان می‌پرداخت. این قوانین که حملات به بی‌حجابی را «ضدانقلابی» و «اقدامات تروریستی» (محقق مجازات اعدام) می‌دانند، برای کمک به مقامات محلی در دفاع از زنان در برابر آزار و اذیت و خشونت طراحی شده‌اند.
در حوزه خصوصی خانگی، نقش زنان کمی تغییر کرد، اما نقش آن‌ها در حوزه عمومی و نیز شرایط مادی به دلیل هجوم به شدت تغییر کرد. رویکرد چند وجهی هجوم به اصلاحات اجتماعی و فرهنگی در قالب آزادی زنان، زنان را در انظار عمومی متحول کرد، انزوا را شکست و اعضای جدید و فعال جامعه را ایجاد کرد. مفاهیم توانایی‌های زنان دگرگون شد، اما پیشرفت کمی در به چالش کشیدن ایده‌آل‌ها و نقش‌های جنسیتی حاصل شد.
دهه‌ها پس از اولین راه‌اندازی هجوم، پرنجی در نهایت تقریباً به‌طور کامل کنار گذاشته شد و زنان بالغ به جای پرنجی، روسری‌های بزرگ و گشاد برای پوشاندن سر خود به سر کردند. در نتیجه ابتکارات شوروی، نرخ باسوادی در ازبکستان در دهه ۱۹۵۰ به ۷۰ تا ۷۵ درصد رسید. اشتغال زنان در دهه ۱۹۳۰ به دلیل هجوم به سرعت افزایش یافت. زنان مجبور به کار در مزارع جمعی شدند. در اواخر دهه ۱۹۵۰، تعداد زنان در مزارع جمعی از مردان بیشتر بود. تأثیرات مدرنیزاسیون در این مناطق واضح بود: آموزش برای اکثر مناطق در دسترس قرار گرفت، سوادآموزی افزایش یافت و مراقبت‌های بهداشتی بسیار بهبود یافت.